# Giant Sand
Giant Sand ist eine US-amerikanische Rockband um Howe Gelb aus Tucson, Arizona. In ihrer Musik verknüpfte sie Rockmusik mit Country und Americana.

## Bandgeschichte

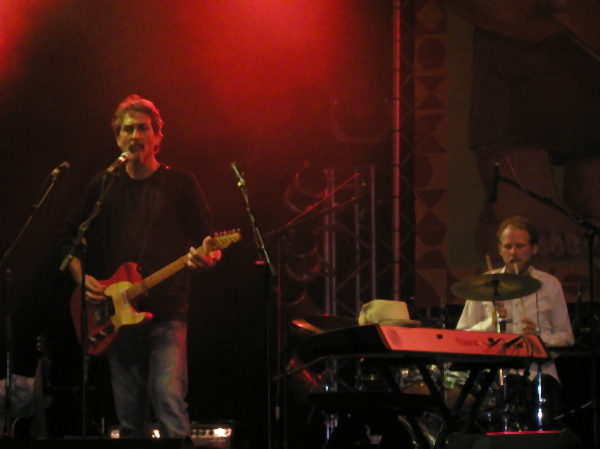
Howe Gelb und Giant Sand beim TFF Rudolstadt 2005

Die Band wurde etwa 1980 von Howe Gelb (* 1956) als Giant Sandworms gegründet und war lange Zeit in Los Angeles beheimatet. Die Mitglieder der Band wechselten über die Jahre, u. a. waren John Convertino (Schlagzeug) und Joey Burns (Bass), die später Calexico gründeten, langjährige Bandmitglieder. Weiter spielten Chris Cacavas (von Green on Red), Paula Jean Brown (Go-Go’s) und Tom Larkins (später Jonathan Richman) in der Band. Gastkünstler waren unter anderem Victoria Williams, Neko Case, Juliana Hatfield, PJ Harvey, John Parish, Vic Chesnutt, Steve Wynn, Vicki Peterson, Rainer Ptacek und fast alle Mitglieder der Band Poi Dog Pondering. Auch die gemeinsame Tochter von Gelb und Brown, Indiosa Patsy Jean, ist regelmäßig auf Platten zu hören.
Gelb veröffentlicht in regelmäßigen Abständen Soloalben. Andere Seitenprojekte sind The Band of Blacky Ranchette, OP8 (in Zusammenarbeit mit Lisa Germano). Auf den Alben der Band of Blacky Ranchette sind als Gäste u. a. Lucinda Williams, Kurt Wagner (von Lambchop) und Cat Power zu hören.
Die 2012 unter dem Namen Giant Giant Sand veröffentlichte Rockoper Tucson erreichte als erstes Album der Band in Deutschland die Charts in der Sparte „Independent–Newcomer“.
2016 kündigte Gelb vorläufig die Abschiedstournee von Giant Sand an. 2018 nahm er mit der Urbesetzung der Band das Debütalbum von 1985 als Returns to Valley of Rain neu auf und spielte weiterhin Konzerte mit Giant Sand. 2018 wirkte er an Anna Karinas Album Je suis une aventurière (Extraits) mit.

## Diskografie

### Giant Sand
- Valley of Rain (1985)
- Ballad of a Thin Line Man (1986)
- Storm (1987)
- The Love Songs (1988)
- Giant Sandwich (1989)
- Giant Songs: One (1989)
- Long Stem Rant (1989)
- Swerve (1990)
- Ramp (1991)
- Center of the Universe (1992)
- Purge and Slouch (1993)
- Stromausfall (1993)
- Giant Songs: Two (1994)
- Glum (1994)
- Goods And Services (1995)
- Backyard Barbecue Broadcast (1996)
- Ballad Of A Thin Line Man + Valley Of Rain (1996, Re-Release)
- Volume 1: Official Bootleg Series – Build Your Own Night It's Easy (1997)
- Chore of Enchantment (2000)
- Volume 2: Official Bootleg Series - The Rock Opera Years (2000)
- Volume 3: Official Bootleg Series - Unsungglum (2001)
- Selections Circa 1990–2000 (2001)
- Cover Magazine (2002)
- Infiltration of Dreams (2002)
- Volume 4: Official Bootleg Series – Infiltration Of Dreams (2003)
- Volume 5: Official Bootleg Series – Too Many Spare Parts … (2003)
- … Is All Over … The Map (2004)
- Provisions (2008)
- Provisional Supplement (2008)
- Blurry Blue Mountain (2010)
- Black out (2012; Vinyl-Pressung des Albums Stromausfall)
- Tucson (2012) als Giant Giant Sand
- Heartbreak Pass (2015)
- Returns to Valley of Rain (2018)
- Recounting The Ballads Of Thin Line Men (2019)

### Howe Gelb
- Dreaded Brown Recluse (1991)
- Hisser (1998)
- (Upside) Down Home (1998)
- Down Home 2000 (2000)
- Confluence (2001)
- Lull (some piano) (2001)
- The Listener (2003)
- Down Home 2002 (2003)
- Ogle Some Piano (2004)
- The Listener’s Coffee Companion (2004)
- Down Home 2004 (2004)
- Ballad Of The Tucson 2 (2006)
- ’Sno Angel Like You (2006)
- Down Home 2007 (2007)
- Spun Some Piano (2008)
- Sno Angel Winging It (Live) (2009)
- Melted Wires (2010)
- Alegrías (2011) mit A Band Of Gypsies
- Snarl Some Piano (2011)
- Dust Bowl (2013)
- The Coincidentalist (2013)
- Future Standards (2016)
- Not On The Map (2021) mit The Colorist Orchestra und Pieta Brown

### The Band of Blacky Ranchette
- The Band of Blacky Ranchette (1985)
- Heartland (1986)
- Sage Advice (1990)
- Still Lookin’ Good to Me (2003)

### Arizona Amp And Alternator
- s.t. (2005)

### OP8
- Slush (1997)